# Klaus Meyer-Gasters

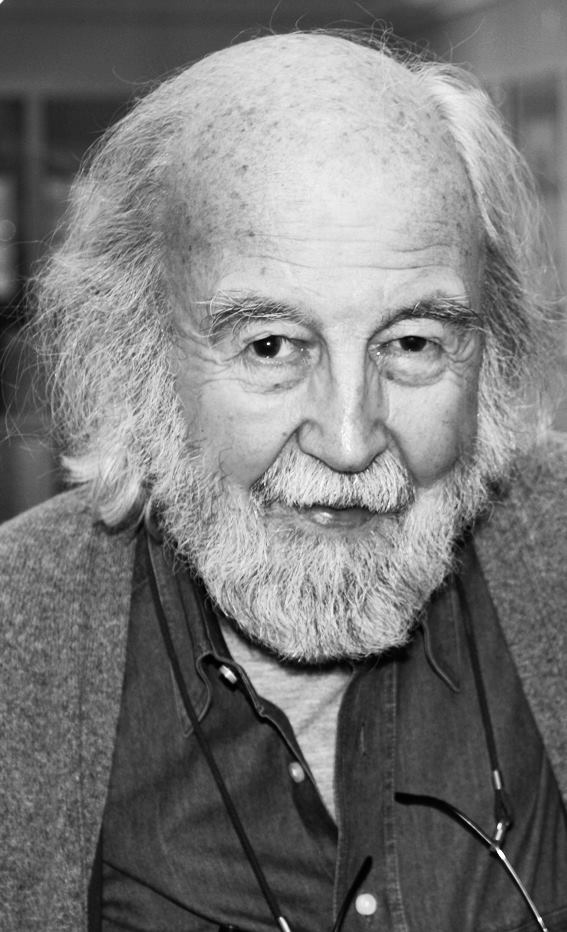
Der Frankfurter Künstler Klaus Meyer-Gasters, aufgenommen 2013

Klaus Meyer-Gasters (* 15. Mai 1925 in Ludwigshafen am Rhein; † 25. November 2016 in Steinau an der Straße) war ein deutscher Pressezeichner, Aquarellist, Maler und Verleger. Er gründete den Meyer-Gasters Bildverlag.

## Leben
Klaus Meyer-Gasters wuchs in Ludwigshafen auf. Nach dem frühen Tod des Vaters (1937), des Architekten Arthur Meyer-Gasters, zog er mit seiner Mutter Hildegard und den beiden Schwestern 1938 nach Frankfurt am Main. Dort besuchte er bis 1943 die Ziehenschule. Von 1943 bis 1945 war er Soldat im Zweiten Weltkrieg. Schon als Schüler zeichnete er Charakterstudien von Lehrern und Freunden.
Von 1946 bis 1949 war Meyer-Gasters für die Frankfurter Neue Presse als Pressezeichner tätig. Er fertigte 1946 u. a. beim Nürnberger Prozess gegen die Hauptkriegsverbrecher Gerichtszeichnungen an, porträtierte aber auch Menschen im Frankfurter Alltagsleben. Zugleich besuchte er 1946/47 die Frankfurter Städelschule und 1947/48 die Klasse des von den Nationalsozialisten verfemten Otto Pankok an der Kunstakademie Düsseldorf. Ab 1949 arbeitete er als freischaffender Maler und Zeichner, unter anderem für die Werkszeitschrift der BASF.
Von 1963 bis 1967 porträtierte Meyer-Gasters als freier Mitarbeiter für die Frankfurter Allgemeine Zeitung in der wöchentlich erscheinenden Rubrik „Frankfurter Gesichter“ Persönlichkeiten aus dem Rhein-Main-Gebiet, er fertigte Theaterskizzen an und bebilderte Reportagen. Überregional bekannt wurde Meyer-Gasters ab 1961 zudem als Gestalter großformatiger Aquarell-Kalender mit Pflanzen-, Tier-, Städte- und Landschaftsmotiven. Eine weite Verbreitung erreichte insbesondere der seit 1965 von Apotheken meist kostenlos abgegebene „Apothekenkalender“ der Firma Stada mit Heilpflanzen- und Tieraquarellen von Klaus Meyer-Gasters. 1975 gründete er den Verlag Gasters und Marien und verlagerte von da an die Produktion sowie den Vertrieb der Apothekenkalender ins eigene Familienunternehmen. Bis zum Jahreswechsel 2017/18 wurden laut Verlagsangaben annähernd 90 Millionen Apothekenkalender produziert.
Im Jahr 1999 gründete Cornelia Vilzmann, die Tochter des Künstlers, den Meyer-Gasters Bildverlag neu und übernahm somit auch die vollständige Leitung des Verlags. Seitdem betreut sie, gemeinsam mit seiner Enkelin Jana, das in Wiesbaden-Erbenheim ansässige Familienunternehmen sowie die neuen Galerie- und Verlagsräume mit den Original-Kunstwerken ihres Vaters. Besucher können die Dauerausstellung nach vorheriger Terminabsprache jederzeit besichtigen und auf knapp 400 m² Ausstellungsfläche Aquarelle, Ölbilder und Skizzen des Malers aus den letzten 70 Jahren entdecken.
Am 25. November 2016 verstarb Klaus Meyer-Gasters im Alter von 91 Jahren nach kurzer Krankheit in seinem Haus bei Steinau an der Straße; seine Frau Jutta war bereits 2013 nach über 64 Jahren Ehe verstorben. Das Paar hinterließ zwei Töchter.

## Werke
- Heilpflanzen aus aller Welt. Meyer-Gasters Bildverlag, Hofheim Taunus 2008
- Ausstellungskatalog anlässlich des 70. Geburtstages von K. Meyer-Gasters. Klaus Meyer-Gasters, Frankfurt 1995
- Aquarelle und Zeichnungen. Verlag Gasters und Marien, Kronberg 1985
- Europäische Heilpflanzen. Aquarelle von Klaus Meyer-Gasters. Verlag Gasters und Marien, Königstein 1974
- Menschen und Tiere. Verlag Weisbecker, Frankfurt 1970
- Skizzen. Klaus Meyer-Gasters, Frankfurt 1950
- Skizzen unter der Schulbank. Klaus Meyer-Gasters, Frankfurt 1943

## Ausstellungen (Auswahl)
- 1968 Teilnehmer der Ausstellung Motive 1968 Frankfurter Maler und Bildhauer in der Jahrhunderthalle in Frankfurt-Höchst.
- 1985 Teilnehmer der Ausstellung Werke Frankfurter Künstler in Peking, China.
- 1995 Große 4-wöchige Verkaufsausstellung anlässlich des 70. Geburtstages, im privaten Atelier in Frankfurt-Bockenheim. Großer farbiger Katalog begleitend zur Ausstellung, hrsg. von Klaus Meyer-Gasters, Frankfurt 1995.
- 2005 Große 8-wöchige Verkaufsausstellung anlässlich des 80. Geburtstages, im privaten Atelier in Frankfurt-Bockenheim.
- 2006 Werke im goldenen Rahmen. Ausstellung in der Ahrensburger Galerie im Arthouse, 20. Mai bis 3. Juni 2006, in Hamburg.
- 2007 Ausstellung in der Hypovereinsbank vom 2. April bis 4. Mai 2007, in Frankfurt a. M.
- 2010 mit Leihgaben vertreten in der Kunsthandlung J. P. Schneider, in Frankfurt a. M.
- 2010 Klaus Meyer-Gasters - Eine Retrospektive zum 85. Geburtstag. Ausstellung im Brüder Grimm-Haus, 14. November 2010 bis 27. Februar 2011. Bebildertes Begleitheft, hrsg. von Burkhard Kling, Steinau 2010.
- 2011 Vertreten in der Jubiläumsausstellung der Galerie Art Tiberius Juli 2011, in Frankfurt a. M.
- 2013 Große Verkaufsausstellung in den Galerieräumlichkeiten des Meyer-Gasters Bildverlages, Mai bis Juni 2013, in Wiesbaden-Erbenheim.
- 2015 Teilnehmer der Kunst Messe Frankfurt 15 als Galerie Vilzmann, 30. Januar bis 2. Februar 2015, in Frankfurt a. M.

## Belege
1. ↑  Vermerk des Meyer-Gasters-Bildverlag im Apothekenkalender für das Jahr 2018.
2. ↑  meyer-gasters.de Webseiten des Meyer-Gasters-Bildverlags.

| Personendaten    | Personendaten                                             |
| ---------------- | --------------------------------------------------------- |
| NAME             | Meyer-Gasters, Klaus                                      |
| KURZBESCHREIBUNG | deutscher Pressezeichner, Aquarellist, Maler und Verleger |
| GEBURTSDATUM     | 15. Mai 1925                                              |
| GEBURTSORT       | Ludwigshafen am Rhein                                     |
| STERBEDATUM      | 25. November 2016                                         |
| STERBEORT        | Steinau an der Straße                                     |